# 216 aC
El 216 aC va ser un any del calendari romà prejulià. A la República i a l'Imperi Romà es coneixia com l'Any del Consolat de Paulus i Varró (o també any 538 Ab urbe condita). L'ús del nom «216 aC» per referir-se a aquest any es remunta a l'alta edat mitjana, quan el sistema Anno Domini va ser el mètode de numeració dels anys més comú a Europa.

## Esdeveniments

### Àsia Menor
- Prúsies I, rei de Bitínia, derrota un exèrcit de gàlates als que Àtal I de Pèrgam havia cridat a Àsia per posar-los al seu servei i pel camí terroritzaven els països veïns.[2]

### Antiga Roma
- Aquest any són elegits cònsols Luci Emili Paulus i Gai Terenci Varró.[3]
- Batalla de Cannes, en el curs de la Segona Guerra Púnica. Hanníbal, que havia passat l'hivern a Gerúnium, surt en direcció a Cannes, una ciutat destruïda l'any anterior, i on els romans conserven la ciutadella. Els cartaginesos s'apoderen del lloc i Hanníbal estableix el campament a la rodalia. Els cònsols romans reben l'ordre d'atacar. Gai Terenci Varró avança i estableix el campament al costat del riu Vergellus.[4]
- Emili Paulus aconsella de no lliurar la batalla contra els cartaginesos, però Varró fa avançar l'exèrcit contra l'enemic. Durant la batalla Emili Paulus mor, amb la major part dels oficials i de l'exèrcit romà. Varró se salva i pot arribar a Venúsia amb 70 cavallers. Es dirigeix a Canusium on s'havien refugiat i reunit les restes de l'exèrcit romà.[5]
- Quan Varró arriba a Roma, tot i la derrota, la gent surt a rebre'l i el Senat li dona les gràcies, i el nomena, la resta de la guerra, per importants comandaments militars.[5]
- Després de la batalla de Cannes, un miler de soldats romans, format per llatins de Praeneste i etruscs de Perusa, es fan forts a Casilínum. Fan front a Hanníbal i resisteixen el setge, però a la fi han de rendir-se per la gana.[6]
- Els romans, dirigits per Marc Claudi Marcel, impedeixen que Hanníbal, ocupi la ciutat de Nola. Quan Hanníbal s'acosta a la ciutat, Marcel fa una sortida i rebutja als cartaginesos. És una petita victòria però té un gran efecte moral entre els romans. Marcel fa matar 70 dirigents de la ciutat favorables als cartaginesos i retorna a Suèssula. El fet és conegut com la Primera batalla de Nola.[7]

## Necrològiques
- Luci Postumi Albí, amb dues legions i un cert nombre de tropes auxiliars, fins a 25.000 homes, són massacrats pels bois a Litana Silva. Postumi Albí mor en el combat, segons diu Titus Livi.[8]
- Luci Emili Paulus, cònsol, a la Batalla de Cannes.[5]